# Oplotnica
Oplotnica (em alemão:  Oplotnitz) é um município da Eslovênia. A sede do município fica na localidade de mesmo nome.